# FACEIT
FACEIT - кіберспортивна платформа, заснована у Лондоні в 2012 році. Компанія створює ліги для таких ігор, як: Counter-Strike 2, League of Legends, Rocket League, Tom Clancy's Rainbow Six Siege, Dota 2, Team Fortress 2, Valorant, PUBG, WoT, Clash Royale, Brawl Stars, та інші.

## Esports Championship Series[3]
В квітні 2016 року, Faceit оголосила про запуск їхніх турнірів по Counter-Strike: Global Offensive, відомих як Esports Championship Series (ECS). В квітні 2017 року, компанія розпочала співпрацю з платформою YouTube. ECS була однією з двох провідних ліг Counter-Strike разом з ESL Pro League. 
Серію турнірів припинили в 2020 році. Її замінили лігою на основі франшизи Flashpoint. Вона включає в себе 12 команд, та 2 000 000$ призового фонду, а також пропонує конкуруючим командам розподіл прибутку.

### Результати
| Сезон | Дата          | Місце     | Переможці     | Призовий фонд | Джерело |
| ----- | ------------- | --------- | ------------- | ------------- | ------- |
| 1     | Червень 2016  | Лондон    | G2 Esports    | 945,000$ США  | [ 9 ]   |
| 2     | Грудень 2016  | Анахайм   | Astralis (1)  | 750,000$ США  | [ 10 ]  |
| 3     | Червень 2017  | Лондон    | SK Gaming     | 750,000$ США  | [ 11 ]  |
| 4     | Грудень 2017  | Канкун    | FaZe Clan     | 750,000$ США  | [ 12 ]  |
| 5     | Червень 2018  | Лондон    | Astralis (2)  | 750,000$ США  | [ 13 ]  |
| 6     | Листопад 2018 | Арлінгтон | Astralis (3)  | 750,000$ США  | [ 14 ]  |
| 7     | Червень 2019  | Лондон    | Team Vitality | 500,000$ США  | [ 15 ]  |
| 8     | Листопад 2019 | Арлінгтон | Astralis (4)  | 500,000$ США  | [ 16 ]  |

## FACEIT Мейджор
Головна стаття: FACEIT Major: London 2018
22 лютого 2018 року, компанія Valve, яка є розробником та власником Counter-Strike, оголосила що FACEIT проведе тринадцятий мейджор - FACEIT Major: London 2018 (english).
Major London 2018 розпочався в середині вересня, і закінчився 23 вересня 2018 року. Це був перший мейджор, організований FACEIT, і перший мейджор проведений в Сполученому Королівстві. Призовий фонд цього турніру складав 1 000 000 долларів США, а етап плей-офф проходив на арені Вемблі. У фіналі Astralis перемогла Natus Vincere і виграла свій другий титул на Мейджорах.

## Фейсіт для простих гравців
Велика кількість сучасних змагальних платформ CS 2 пропонують вам можливість грати з гравцями, які справді зацікавлені у розвитку своєї майстерності. FACEIT – найпопулярніша серед цих платформ. Там можна знайти людей, які люблять кіберспорт і хочуть досягти реального результату.

### FACEIT. Що це таке та як почати грати?
FACEIT - це ігрова платформа, яка дає можливість уникнути рейтингу Valve. Натомість вони дають свою систему очок, яка найкращим чином може визначити рівень гри. Спробуймо розібратися, що FACEIT пропонує середньому гравцю.
На FACEIT можна:
- Грати змагальні матчі (формат підбору гравців 5х5);
- Брати участь у турнірах (1х1, 2х2, 5х5);
- Підвищувати свою майстерність та рівень гри і потрапити до однієї з професійних ліг - FPL Challenger або FPL;
- Заробляти Faceit очки та купувати за них скіни у спеціальному магазині.

### Рівні, ліги та система ELO на платформі
Щоб розділити гравців за рівнем гри та зробити підбір суперників максимально збалансованим, платформа використовує певну систему. Ця система ділить користувачів на рівні, залежно від рівня їх ігрових навичок.
Максимальний рівень платформи – 10, мінімальний – 1.
Перемога у матчах приведе вас на інший рівень FACEIT. Така прозора система дозволяє гравцям відстежувати свій прогрес на платформі будь-коли.
Після реєстрації на FACEIT гравці отримують 3 рівень та 1000 очок ELO. Потім їм належить зіграти в кілька ігор, які допоможуть визначити рівень майстерності. Тут можна виграти до 300-400 очок ELO (від 50 до 25 очок за кожне з них). Кожна наступна гра приноситиме в середньому 25-30 очок ELO. Кількість очок може змінюватись в залежності від балансу між командами. Гравці першої команди отримують стільки ж очок, скільки втрачають гравці другої команди.

Рівні:
1 рівень(100 - 800 ELO)
2 рівень(801 - 950 ELO)
3 рівень(951 - 1100 ELO)
4 рівень (1101 - 1250 ELO)
5 рівень(1251 - 1400 ELO)
6 рівень1401 - 1550 ELO)
7 рівень(1551 - 1700 ELO)
8 рівень(1701 - 1850 ELO)
9 рівень (1851-2000 ELO)
10 рівень (понад 2000 ELO)

### 10 рівень FACEIT. Що далі?
Після досягнення 2000 балів ELO учасники платформи мають можливість пройти до професіоналів. При досягненні 10 рівня відкривається Master League, але щоб грати там вам знадобиться преміум підписка на платформу.
Зайнявши наприкінці місяця топ-100 Майстер-ліги, гравець маєте право брати участь у кваліфікації до напівпрофесійної ліги гравців Faceit Pro League Challenger. П'ятірка найкращих у цій кваліфікації отримає місця у лізі!
У FPL-C є шанс виграти до 3000 доларів щомісяця, а головний приз – перепустка до професійної ліги кіберспорту – Faceit Pro League. Це ліга найсильніших професійних гравців світу.

### Преміум аккаунт FACEIT
Преміум-аккаунт - це статус облікового запису гравця з платною підпискою на додаткові сервіси від FACEIT. Цими послугами може бути: доступ до преміального підбору гравців, пріоритет ролі капітана тощо. Різниця у доступності цих опцій визначає тип платної підписки.

### Недоліки та переваги FACEIT
Слід розуміти, що FACEIT має низку переваг та недоліків. Спробуємо виділити деякі з них.

#### Переваги FACEIT
- 128 тікрейт на серверах (порівняно з 64 тікрейтом на серверах Valve при підборі гравців). Це означає, що обмін даними між сервером і клієнтом відбувається вдвічі швидше, що покращує якість гри з обох сторін.
- Одна з найкращих античіт-систем у CS 2.
- Велика кількість гравців, зацікавлених у реальному прогресі (це може значно підвищити рівень майстерності та майбутні можливості).
- Шанс розпочати кар'єру у кіберспорті.
- Можливість заробляти реальні гроші або очки FACEIT.
- Можливість завантажити демоверсії FACEIT після гри (система пропонує можливість перевірити будь-яку демоверсію з останніх ігор).

#### Недоліки FACEIT
- Велика кількість "смурфів" - гравців з вищим рівнем майстерності, які грають на низьких рівнях. На жаль, цей недолік може спричинити у вас негативний досвід.
- Іноді можуть потрапити гравці із стороннім софтом, але система їх швидко заблокує, і вам нарахують назад або заберуть очки, в залежності від підсумків матчу з цим гравцем.

FACEIT - відмінний спосіб для гравця пройти шлях від любителя до справжнього професіонала у світі змагального CS 2, отримати поштовх, щоб розпочати кар'єру у кіберспорті. Поточна тенденція доводить, що величезна кількість іменитих гравців (ropz, frozen, Bymas, flameZ. Lekr0 та ін.) здобули визнання саме після того, як новобранці змогли помітити їхній прогрес на платформі.
Джерела
1. ↑  CrunchBase — 2007.
2. ↑  Spangler, Todd (26 січня 2016). ESports Startup FaceIt Raises $15 Million, Opens L.A. Office. variety.com (Англійська) . Variety. Архів оригіналу за 27 листопада 2021. Процитовано 27 листопада 2021.
3. ↑  en. liquipedia.net (Англійська) . Архів оригіналу за 27 листопада 2021. Процитовано 27 листопада 2021.
4. ↑  FACEIT ANNOUNCES $3.5MILLION LEAGUE. hltv.org (Англійська) . HLTV. Архів оригіналу за 27 листопада 2021. Процитовано 27 листопада 2021.
5. ↑  Elder, Robert (17 березня 2017). YouTube has made its biggest eSports investment yet. insider.com (Англійська) . INSIDER. Архів оригіналу за 27 листопада 2021. Процитовано 27 листопада 2021.
6. ↑  Tharakan, Anya George (17 березня 2017). YouTube makes its biggest esports bet with FACEIT streaming deal. www.smh.com.au (Англійська) . The Sydney Morning Herald. Архів оригіналу за 27 листопада 2021. Процитовано 27 листопада 2021.
7. ↑  Webster, Andrew (5 лютого 2020). CS:GO’s new team-owned league points to a different future for esports. www.theverge.com (Англійська) . The Verge. Архів оригіналу за 5 лютого 2020. Процитовано 27 листопада 2021.
8. ↑  FACEIT TO SHUT DOWN ECS AND FOCUS ON B SITE LEAGUE - REPORT. hltv.org (Англійська) . HLTV. Архів оригіналу за 18 січня 2020. Процитовано 27 листопада 2021.
9. ↑  Wolf, Jacob (6 грудня 2017). Sources: G2 nearing deal to acquire Jankos. www.espn.com (Англійська) . Архів оригіналу за 27 листопада 2021. Процитовано 27 листопада 2021.
10. ↑  Cooke, Sam (12 грудня 2016). Astralis win ECS Season 2 Finals. www.esportsinsider.com (Англійська) . Архів оригіналу за 27 листопада 2021. Процитовано 27 листопада 2021.
11. ↑  ECS LAUNCHES SEASON 3. hltv.otg (Англійська) . HLTV. 13.02.2017. Архів оригіналу за 27 листопада 2021. Процитовано 27 листопада 2021.
12. ↑  Cooke, Sam (18 грудня 2017). FaZe Clan take home $250,000 after winning ECS Season 4. www.esportsinsider.com (Англійська) . Архів оригіналу за 27 листопада 2021. Процитовано 27 листопада 2021.
13. ↑  Fitch, Adam (20 березня 2018). ECS and YouTube to offer viewing incentives for Season 5. www.esportsinsider.com (Англійська) . Архів оригіналу за 27 листопада 2021. Процитовано 27 листопада 2021.
14. ↑  ASTRALIS BEAT MIBR TO WIN ECS SEASON 6. www.hltv.org (Англійська) . HLTV. 26/11/2018. Архів оригіналу за 26 листопада 2018. Процитовано 27 листопада 2021.
15. ↑  VITALITY OUTCLASS FURIA TO WIN ECS S7 FINALS. www.hltv.org (Англійська) . HLTV. 9/6/2019. Архів оригіналу за 8 серпня 2019. Процитовано 27 листопада 2021.
16. ↑  ASTRALIS BEAT LIQUID TO WIN ECS SEASON 8 FINALS. hltv.org (Англійська) . HLTV. 2/12/2019. Архів оригіналу за 8 грудня 2019. Процитовано 27 листопада 2021.
17. ↑  FACEIT TO HOST NEXT MAJOR IN LONDON. hltv.org (Англійська) . HLTV. 22/2/2018. Архів оригіналу за 22 лютого 2018. Процитовано 27 листопада 2021.